# Sapientia Christiana
Sapientia Christiana (česky Křesťanská moudrost, zkratka SC) je apoštolská konstituce, která byla vydána 15. dubna 1979 papežem Janem Pavlem II., který jí zavádí řád „O církevních univerzitách a fakultách“. Dne 29. dubna 1979 vydala Kongregace pro katolickou výchovu prováděcí nařízení, které se stalo součástí této apoštolské konstituce.
Dne 8. prosince 2017 byla aktualizována apoštolskou konstitucí Veritatis gaudium.

## Obsah
V Sapientia Christiana jsou uvedeny jasné předpisy pro všechny oblasti personální a finanční organizace, pro pověření výzkumem (SC čl. 66), pro jednotnou výuku (SC čl. 67 § 2 a čl. 70), pro jmenování Magnus Cancellarius (SC čl. 8), které v zásadě vykonává místní diecézní biskup, pro rektora (SC čl. 18), pro pedagogický sbor a konečně pro předpoklady studia a požadavky na studenty.

## Aplikace na německých fakultách
V rámci zákona dohodnutého s konkordáty tak katolické teologické fakulty a nefakultní teologické instituce na státních univerzitách a vysokých školách v Německu podléhají univerzálnímu církevnímu zákonu o vysokém školství, který byl touto ústavou reorganizován a v roce 1983 přizpůsoben německým poměrům dvěma tzv. akomodačními dekrety.
Příkladem začlenění těchto ústavních příkazů do stanov může být statut Teologické fakulty v Paderbornu, kde se v článku 2 „Úkoly fakulty“ uvádí:
„(1) Teologická fakulta v Paderbornu má za úkol poskytovat svým studentům důkladné akademické vzdělání v katolické teologii, aby se na základě prohloubených znalostí víry mohli zodpovědně podílet na spásné službě církve při hlásání, liturgii a diakonii (srov. dekret Optatam totius čl. 16). Jejich zvláštním cílem je zajistit formaci těch, ,kteří se blíží ke kněžství nebo se připravují na převzetí zvláštních církevních funkcíʻ (srov. apoštolská konstituce Sapientia christiana čl. 74, § 1).“